# Другий дивізіон чемпіонату Анголи з футболу
Другий дивізіон чемпіонату Анголи з футболу (Gira Angola) — футбольна ліга в Анголі, друга за рангом після Гіраболи. Змагання ліги проводяться під патронатом Федерації Футболу Анголи.

## Історія та формат турніру
Другий дивізіон Чемпіонату Анголи з футболу було вперше проведено в 1995 році. Тут проводяться змагання серед команд, які пройшли відбір через регіональні першості, в національному чемпіонаті та визначаються команди, які наступного сезону будуть грати в Гіраболі.
Перші два сезони були проведені за формулою з трьох груп по 6 команд у кожній, три команди - переможці з кожної групи отримали право з наступного сезону виступати в Гіраболі. З 2010 року формат змінився: кількість груп було зменшено до 2 (по 9 команд в кожній), і підвищення в класі присуджується клубам, які завершують сезон у верхній частині своїх груп. Починаючи з 2011 року команди грали за системою кола, щоб визначити чемпіона ліги. Кількість команд-учасниць постійно коливалася, тому організатори змагань змушені були постійно змінювати формулу проведення чемпіонату в дивізіоні. Дві (три) найкращі команди чемпіонату отримують право з наступного сезону грати в Гіраболі.

## Команди-учасниці чемпіонату Гіра Анголи

### Гіра Ангола 2016–2017(10 липня 2016 – листопад 2016)
| - Кабінда (Кабінда) - Домант (Бенго) - Нгуету Мака (Уїже) (знявся) - Санта-Рита (Уїже) - Спортінг (Кабінда) | - Бравуш ду Макуіш (Мошико) - Каса Мілітар (Квандо-Кубанго) - Деспортіву ЖГМ (Уамбо) - Джексон Гарсія (Бенгела) - Поліваленте (Південна Кванза) |

### Гіра Ангола 2015-2016(11 липня 2015 – листопад 2015)
| - ФК Ісмаель (Уїже) - Мпату а Понта (Амбріз, Бенго) (знявся) - ФК «Полівалентеш» (Луанда) - ФК Порцелана - Реал Мбуку (Кабінда) (знявся) - Ренасіменту (Уїже) | - 4 де Абріл (Квандо-Кубанго) - Каса Мілітар (Квандо-Кубанго) - Деспортіву ЖГМ (Уамбо) - Джексон Гарсія (Бенгела) - Маланже СК (Маланже) (знявся) - Прімейру де Маю (Бенгела) |

### Гіра Ангола 2014–15(27 липня 2014 – 17 листопада 2014)
| - 1. Домант (футбольний клуб) (провінція Бенго) підвищення - 2. К.Д. Конструтореш ду Уїже (Уїже) - 3. ФК «Полівалентеш» (Луанда) - 4. Реал Мбуку (Кабінда) - 5. ФК «Порцелана» (Кашито, провінція Бенго) - 6. Есперанса Реал ФК ду Конгу (провінція Заїре) (знявся) | - 1. Академіка Петролеуш (Лобіту) (Бенгела) підвищення - 2. ФК Евале (провінція Кунене) - 3. Мпату а Понта (Амбріз, провінція Бенго) - 4. Петру Уамбо (Уамбо) - 5. Рекреатіву ду Селеш (Південна Кванза) | - 1. Прогрешшу да Лунда Сул (Сауримо) (Південна Лунда) підвищення - 2. СК «Маланже» (Маланже) - 3. 4 де Абріл (Квандо-Кубанго) - 4. Джексон Гарсія (Бенгела) - 5. Норберту де Кастру (Луанда) - 6. Академіка ду Сойо (Заїре) (знявся) |

↑  Підвищення в Гірабола 2015.

### Гіра Ангола 2013–14(13 липня – 16 листопада 2013)
| - 1. Спортінг (Кабінда) (Кабінда) підвищення - 2. Академіка Петролеу Кванда Сойо (Сойо) - 3. К.Д. Ескола Норберту де Кастру (Луанда) - 4. СК «Кабінда» (Кабінда) - 5. Полівалентеш (футбольний клуб, Луанда) (Луанда) - 6. Сау Сальвадор (Заїре) - 7. Бенфіка (футбольний клуб, Кабінда) (Кабінда) - 8. ФК «Кабінда» (Кабінда) | - 1. Бенфіка (футбольний клуб, Лубанго) (Уїла) підвищення - 2. Академіка Петролеуш (Лобіту) (Бенгуела) - 3. Насьйонал де Бенгела (Бенгуела) - 4. Атлетіку Петролеуш ду Уамбо (Уамбо) - 5. Евале Футебол Клубе (Кунене) - 6. Джексон Гарсія (футбольний клуб) (Бенгуела) - Деспортіву ЖГМ (знявся) (Уамбо) | - 1. Уніау (Уїже) (Уїже) підвищення - 2. Маланже Спорт Клубе (Маланже) - 3. ФК Деспортіву 4 де Абріл (Квандо-Кубанго) - 4. Стад ду Уїже (Уїже) - 5. Баіша де Кассанже (Маланже) - 6. Ренасіменту (футбольний клуб, Уїже) (Уїже) - 7. Жувентуде Атлетіка де Саурімо (Лунда Сул) - 8. Спортінг Клубе Петролеуш ду Біє (Біє) |

↑  Вихід до Гіраболи 2014.

### Гіра Ангола 2012–13(30 червня – 12 листопада 2012)
| - 1. ФК Порцелана (Бенго) підвищення - 2. ФК «Домант» (Бенго) програв плей-офф - 3. Уніау (Уїже) (Уїже) - 4. К.Д. Ескола Норберту де Кастру (Луанда) - 5. Пекандек (Маланже) - 6. Стад ду Уїже (Уїже) - 7. Бенфіка (Кабінда) (Кабінда) - 8. ФК «Полівалентеш» (Луанда) - 9. Рітонду (Маланже) (Маланже) - 10. ФК «Кабінда» (Кабінда) - 11. ФК «Баіша де Кассанже» (Маланже) | - 1. Деспортіву (Уїла) (Уїла) підвищення - 2. Прімейру де Маю (Бенгела) переможець плей-офф - 3. Бенфіка (Лубанго) (Лубанго) - 4. Академіка Петролеуш (Лобіту) (Бенгела) - 5. ФК «Евале» (Кунене) - 6. АРА да Габела (Південна Кванза) - 7. Атлетіку Петролеуш ду Уамбо (Уамбо) - 8. Деспортіву ду Чінгу (Південна Кванза) - 9. Бенфіка ду Уамбо (Уамбо) - 10. Уніау да Катумбела (Бенгела) - 11. 17 де Маю (Бенгела) |

↑  Вихід до Гіраболи 2013.
↑  Вихід до Гіраболи 2013.
↑  Команда, яка програла плей-офф залишається в Гіра Анголі 2013.

### Гіра Ангола 2011-12(16 липня – 27 листопада 2011 року)[3]
| - 1. Спортінг (Кабінда) (Кабінда) підвищення - 2. Норберту де Кастру (Луанда) програв у плей-офф - 3. Стад ду Уїже (Уїже) - 4. ФК «Домант» (Бенго) - 5. ФК «Порцелана» (Кашито, Бенго) - 6. Рітонду (Маланже) (Маланже) - 7. Бенфіка (Кабінда) (Кабінда) - 8. Баіша де Кассанже (Маланже) | - 1. Атлетіку Петролеуш ду Намібе (Намібе) підвищення - 2. Насьйонал де Бенгела (Бенгела) переможець плей-офф - 3. Бенфіка (Уамбо) - 4. Деспортіву (Уїла) (Уїла) - 5. Бенфіка (Лубанго) (Лубанго) - 6. Уніау да Катумбела (Бенгела) - 7. 17 де Маю (Бенгела) - 8. АРА да Габела (Південна Кванза) |

↑  Вихід до Гіраболи 2012.
↑  Вихід до Гіраболи 2012.
↑  Команда, яка програла матч за вихід до Гіраболи 2012.

### Гіра Ангола 2010–11(17 липня – 27 листопада 2010 року)[4]
| - 1. Прогрешшу ду Самбізанга (Луанда) (Луанда) підвищення - 2. ФК «Домант» (Бенго) програв плей-офф - 3. Норберту де Кастру (Луанда) - 4. Баіша де Кассанже (Маланже) - 5. Реал де Мбанза Конго (Заїре) - 6. Рекреатіву да Кафанда (Бенго) - 7. ФК «Порцелана» (Кашито, Бенго) - 8. Бенфіка (Кабінда) (Кабінда) | - 1. Прімейру де Маю (Бенгела) підвищення - 2. Академіка Петролеуш (Лобіту) переможець плей-офф - 3. Бенфіка (Уамбо) (Уамбо) - 4. Рекреатіву ду Селеш (Південна Кванза) - 5. Насьйонал де Бенгела (Бенгела) - 6. Атлетіку (Намібе) (Намібе) - 7. 17 де Маю (Бенгела) - 8. Г.Н. ду Кунене (Кунене) |

↑  Вихід в Гірабола 2011.
↑  Вихід в Гірабола 2011.
↑  Програв матчі плей-офф за вихід в Гірабола 2011.

### Гіра Ангола 2009–10( – )[5]
| - 1. Спортінг (Кабінда) (Кабінда) переможець - 2. ФК «Кабінда» (Кабінда) - 3. Прогрешшу ду Самбізанга (Луанда) - 5. ФК «Полівалентеш» (Луанда) - Бенфіка (Кабінда) (Кабінда) - «Деспортіву» (Негаге) (Уїже) - Есперанса ду Конгу (Заїре) - ФК «Луанда» (Кабінда) - Реал Спорт ду Конгу (Заїре) - «Рекреатіву» (Кафанда) (Бенго) | - 1. Бенфіка (Лубанго) (Лубанго) переможець - 2. Петру (Уамбо) (Уамбо) - 17 де Маю (Бенгела) - Атлетіку ду Намібе (Намібе) - Бенфіка (Уамбо) (Уамбо) - Какуваш ду Кунене (Кунене) | - 1. Саграда Есперанса підвищення - 2. Каша Хелу (Північна Лунда) - СК «Агуіяш» (Південна Лунда) - Баіша де Кассанже (Маланже) - Драгоєш ду К.К. (Квандо-Кубанго) - Рітонду (Маланже) (Маланже) |

↑  Вихід в Гіраболу 2010.

### Гіра Ангола 2008–09(–)[6]
| - 1. Академіка ду Сойо (Заїре) підвищення - 2. Спортінг (Кабінда) (Кабінда) - 3. Прогрешшу ду Самбізанга (Луанда) - 4. Бенфіка (Кабінда) (Кабінда) - 5. Гіра Жовем (Бенго) - 6. Д. Афонсу Нтека (Заїре) | - 1. Рекреатіву да Каала (Уїла) підвищення - 2. Академіка (Лобіту) (Бенгела) підвищення - 3. Атлетіку (Намібе) (Намібе) - 4. Бенфіка (Уамбо) (Уамбо) - 5. Леоєш ду Тчіфучі (Мошико) - 6. Баіша де Кассанже (Маланже) - 7. ФК «Онджіва» (Кунене) |

↑  Підвищення в Гірабола 2009.

### Гіра Ангола 2007–08(01 липня – 13 жовтня 2007 року)
| - 1. Кабушкорп (Луанда) підвищення - 2. Спортінг (Кабінда) (Кабінда) - 3. ФК «Кабінда» (Кабінда) - 4. ФК «Белененшеш» (Луанда) - 5. Есперанса ду Конгу (Заїре) - 6. Д. Афонсу Нтека (Заїре) | - 1. Бравуш ду Макуіш (Мошико) підвищення - 2. Рекреатіву ду Ліболу (Південна Кванза) підвищення - 3. Рекреатіву да Каала (Уїла) - 4. Академіка (Лобіту) (Бенгела) - 5. Леоєш ду Тчіфучі (Мошико) |

↑  Вихід до Гіраболи 2008.

### Гіра Ангола 2006–07(29 липень – 8 жовтня 2006)[7]
| - 1. Сантуш (Луанда) (Луанда) підвищення - 2. ФК «Белененшеш» (Луанда) - 3. Кабушкорп (Луанда) - 4. ФК «Уїже» (Уїже) - 5. Д. Афонсу Нтека (Заїре) | - 1. Академіка (Лобіту) (Бенгела) підвищення - 2. Рекреатіву ду Ліболу (Південна Кванза) - 3. Бенфіка (Уамбо) (Уамбо) - 4. Рекреатіву да Каала (Уїла) - 5. Академіка (Лобіту) (Бенгела) - 6. «Деспортіву» (Чібія) (Уїла) - 7. «Какуваш ду Кунене» (Кунене) дискваліфікований | - 1. Жувентуде Атлетіку ду Мошико (Мошико) підвищення - 2. Рітонду (Маланже) (Маланже) - 3. «28 де Ферроваріу» (Північна Лунда) - 4. Баіша де Кассанже (Маланже) - 5. Агуіяш (Сауримо) (Південна Лунда) |

↑  Підвищення до Гірабола 2007
↑  Дискваліфікований

### Гіра Ангола 2005–06(09 липня – 20 жовтня 2005 року)
| - 1. Академіка ду Сойо (Заїре) підвищення - 2. Кабушкорп (Луанда) - 3. ФК «Сантуш» (Луанда) - 4. ФК «Полівалентеш» (Луанда) - 5. Бріліанте да Куіссама (Бенго) - 6. Бенфіка (Мілунга) (Уїже) | - 1. Бенфіка (Луанда) (Уїла) підвищення - 2. Бенфіка (Уамбо) (Уамбо) - 3. Рекреатіву да Каала (Уїла) - 4. Ферровіаріу да Уїла (Уїла) - 5. Какуваш ду Кунене (Кунене) - 6. Деспортіву да Чібіа (Уїла) - Спортінг ду Сумбе (Південна Кванза) знявся | - 1. Бравуш ду Макуіш (Мошико) - 2. Рітонду (Маланже) (Маланже) підвищення - 3. Інтер (Мошико) (Мошико) - 4. Баіше де Кассанже (Маланже) - 5. Лакрау Спорт Армі (Мошико) - 6. Кука BGI (Маланже) |

↑  Вихід в Гіраболу 2006
↑  Команда знялася з турніру

### Гіра Ангола 2004–05(19 липня – 18 жовтня 2004)
| - 1. Бенфіка (Луанда) (Луанда) підвищення - 2. ФК «Сантуш» (Луанда) - 3. Бріліантеш да Куіссама (Бенго) - 4. Кабушкорп (Луанда) - 5. 21 де Жанейро (Кабінда) - 6. Бенфіка (Мілунга) (Уїже) | - 1. Деспортіву (Уїла) (Уїла) підвищення - 2. Деспортіву ду Кеве (Південна Кванза) - 3. Спортінг ду Сумбе (Південна Кванза) - 4. Рекреатіву да Каала (Уамбо) - 5. 17 де Сетембро (Уамбо) - 6. Ферровіаріу да Уїла (Уїла) | - 1. Спортінг ду Біє (Біє) підвищення - 2. Рітонду (Маланже) (Маланже) - 3. Баіша де Кассанже (Маланже) - 4. Пекандек (Маланже) - 5. Сассамба да Лунда Сул (Південна Лунда) - 6. «15 де Сетембро» (Південна Лунда) |

↑  Вихід до Гіраболи 2005.

### Гіра Ангола 2003–04(03 серпня – 22 вересня 2003)
| - 1. Академіка ду Сойо (Заїре) підвищення - 2. Сантуш (Луанда) (Луанда) - 3. Бенфіка (Кабінда) (Кабінда) | - 1. Бенфіка (Лубанго) (Уїла) підвищення - 2. Деспортіву ду Кеве (Південна Кванза) - 3. Рекреатіву да Каала (Уїла) | - 1. Бравуш ду Макуіш (Мошико) підвищення - 2. Спортінг ду Біє (Біє) - 3. Баіша де Кассанже (Маланже) - 4. «15 де Сетембро» (Південна Лунда) |

↑  Вихід до Гіраболи 2004.

### Гіра Ангола 2002–03(03 – 11 серпня 2002)
| - 1. Прогрешшу ду Самбізанга (Луанда) підвищення - 2. Академіка ду Сойо (Заїре) - 3. Бенфіка (Кабінда) | - 1. Прімейру де Маю (Бенгела) підвищення - 2. Бенфіка (Сумбе) (Південна Кванза) | - 1. Рітонду (Маланже) підвищення - 2. Бравуш ду Макуіш (Мошико) - ФК «Гануве» (Північна Лунда) (знявся) - Балуартеш ду Куіто (Біє) (знявся) |

↑  Вихід до Гірабола 2003.

### Гіра Ангола 2001–02(15–23 вересня 2001)
| - 1. Спортінг (Кабінда) підвищення - 2. Деспортіву ду Бенгу (Бенго) - 3. ФК «Корімба» (Луанда) | - 1. Деспортіву (Уїла) (Уїла) підвищення - 2. Деспортіву ду Селеш (Південна Кванза) | - 1. Спортінг ду Біє (Біє) підвищення - 2. Рітонду (Маланже) |

↑  Вихід в Гіраболу 2002.

### Гіра Ангола 2000–01(14–18 листопада 2000)[8][9][10]
| 14 листопада 2000 |

| Прімейру де Маю (Бенгела) | 2 – 1 | Дінаму ду Бенгу |
| ------------------------- | ----- | --------------- |
|                           |       |                 |

| Ештадіу душ Курікутелаш, Уамбо |

|  |

| Індепенденте ду Томбва | 2 – 0 | Академіка ду Сойо |
| ---------------------- | ----- | ----------------- |
|                        |       |                   |

| Ештадіу душ Курікутелаш, Уамбо |

| 16 листопада 2000 |

| Академіка ду Сойо | – | Дінаму ду Бенгу |
| ----------------- | - | --------------- |
|                   |   |                 |

| Ештадіу душ Курікутелаш, Уамбо |

|  |

| Прімейру де Маю (Бенгела) | 2 – 1 | Індепенденте ду Томбва |
| ------------------------- | ----- | ---------------------- |
|                           |       |                        |

| Ештадіу душ Курікутелаш, Уамбо |

| 18 листопада 2000 |

| Прімейру де Маю (Бенгела) | 2 – 0 | Академіка ду Сойо |
| ------------------------- | ----- | ----------------- |
|                           |       |                   |

| Ештадіу душ Курікутелаш, Уамбо |

|  |

| Дінаму ду Бенгу | 1 – 1 | Індепенденте ду Томбва |
| --------------- | ----- | ---------------------- |
|                 |       |                        |

| Ештадіу душ Курікутелаш, Уамбо |

#### Фінальний етап
- 1. Прімейру де Маю (Бенгела) (Бенгела) підвищення
- 2. Індепенденте ду Томбва (Намібе)
- 3. Дінаму ду Бенгу (Бенго)
- 4. Академіка ду Сойо (Заїре)

↑  Підвищення в Girabola 2001.

### Гіра Ангола 1999-00

#### Фінальний етап
- 1. Спортінг ду Біє (Біє) підвищення
- 2. АРА да Габела [11] (Південна Кванза) підвищення

↑  Вихід до Гірабола 2000.

### Гіра Ангола 1998-99
| - 1. Інтер (Луанда) підвищення - 2. «30 де Жунью» (Кабінда) - 3. ФК «Корімба» (Луанда) | - 1. Ферровіаріу да Уїла (Уїла) підвищення | - 1. Камбонду де Маланже (Маланже) підвищення - 2. Спортінг ду Біє (Біє) |

↑  Вихід до Гірабола 1999.

## Список чемпіонів та переможців своїх груп
| Рік  | Чемпіон ліги                 |
| ---- | ---------------------------- |
| 2014 | Академіка Петролеуш (Лобіту) |
| 2013 | Спортінг (Кабінда)           |
| 2012 | Порцелана                    |
| 2011 | Спортінг (Кабінда)           |

| Рік  | Переможець Серії А               |
| ---- | -------------------------------- |
| 2014 | ФК Домант                        |
| 2013 | Спортінг (Кабінда)               |
| 2012 | Порцелана                        |
| 2011 | Спортінг (Кабінда)               |
| 2010 | Прогрешшу ду Самбізанга (Луанда) |
| 2009 | Спортінг (Кабінда)               |
| 2008 | Академіка ду Сойо                |
| 2007 | Кабушкорп                        |
| 2006 | Сантуш (футбольний клуб, Луанда) |
| 2005 | Академіка ду Сойо                |
| 2004 | Бенфіка (Луанда)                 |
| 2003 | Академіка ду Сойо                |
| 2002 | Прогрешшу ду Самбізанга (Луанда) |
| 2001 | Спортінг (Кабінда)               |

| Рік  | Переможець Серії B             |
| ---- | ------------------------------ |
| 2014 | Академіка Петролеуш (Лобіту)   |
| 2013 | Бенфіка (Лубанго)              |
| 2012 | Деспортіву (Уїла)              |
| 2011 | Атлетіку (Намібе)              |
| 2010 | Прімейру де Маю (Бенгела)      |
| 2009 | Бенфіка (Лубанго)              |
| 2008 | Рекреатіву да Каала            |
| 2007 | Бравуш ду Макуіш               |
| 2006 | Петру (футбольний клуб, Уамбо) |
| 2005 | Бенфіка (Лубанго)              |
| 2004 | Деспортіву (Уїла)              |
| 2003 | Бенфіка (Лубанго)              |
| 2002 | Прімейру де Маю (Бенгела)      |
| 2001 | Деспортіву (Уїла)              |

| Рік  | Переможець Серії C               |
| ---- | -------------------------------- |
| 2014 | Прогрешшу да Лунда Сул (Сауримо) |
| 2013 | Уніау ду Уїже                    |
| 2012 |                                  |
| 2011 |                                  |
| 2010 |                                  |
| 2009 | Саграда Есперанса (Дундо)        |
| 2008 |                                  |
| 2007 |                                  |
| 2006 | Інтер (футбольний клуб, Мохіку)  |
| 2005 | Рітонду де Маланже               |
| 2004 | Спортінг ду Біє                  |
| 2003 | Бравуш ду Макуіш                 |
| 2002 | Рітонду де Маланже               |
| 2001 | Спортінг ду Біє                  |

## Найбільш титуловані клуби ліги
- Спортінг (Кабінда) 2 (2011, 2013)
- ФК Порцелана 1 (2012)